# Nyanon
Nyanon ist eine Gemeinde in Kamerun in der Region Littoral im Département Sanaga-Maritime. 

## Geografie
Nyanon liegt im Westen Kameruns, etwa 100 Kilometer nordwestlich der Hauptstadt Yaoundé.

## Verkehr
Nyanon liegt an der Provenzialstraße P11.

## Söhne und Töchter
- Dieudonné Bogmis (1955–2018), römisch-katholischer Geistlicher, Bischof von Eséka